# Ninjin

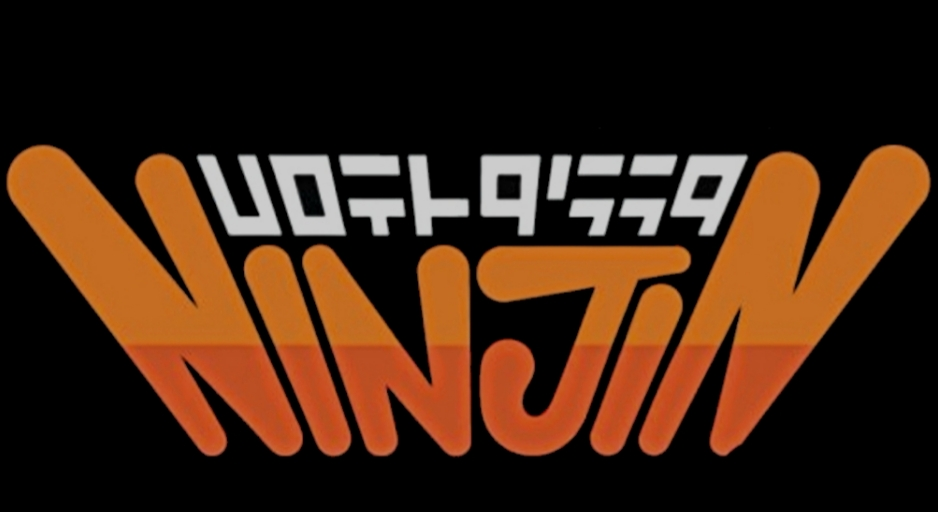
Logo de Ninjin

Ninjin es la segunda serie animada original de Cartoon Network Brasil (después de Hermano de Jorel), coproducida por Pocket Trap y Birdo Studio , basada en el juego de 2018 Ninjin: Clash of Carrots.
La serie fue creada por Pocket Trap y Roger Keesse, y se estrenó el 4 de septiembre de 2019 en Cartoon Network.
El tráiler oficial se publicó en la plataforma Twitter de la cuenta oficial de Cartoon Network Brasil el 2 de septiembre de 2019. 
La primera temporada constará de 26 episodios. 
Los episodios de la primera temporada se dividen en tres formatos: 10 episodios con 1 minuto, 7 episodios con 3 minutos y finalmente, la miniserie de cinco episodios con 7 minutos.

## Personajes
- Ninjin (con la voz de Carol Valença) es un conejo macho que quiere ser un gran ninja aprendiendo de Sensei, como tus ancestros ancestrales . Tiene una gran espada de madera con la punta rota como arma.
- Akai (con la voz de Luiza Porto) es una zorra que se hizo amiga de Ninjin, el conejo macho, y Flink, la rana macho. Ella también quiere convertirse en una gran kunoichi, es decir, una niña ninja, o la versión femenina del ninja, aprendiendo sus artes con Sensei. Tiene bombas moradas como arma principal.
- Flink (con la voz de Vii Zedek) es una rana macho que tiene habilidades de levitación, telequinesis y control sobre los elementos. Es amigo de Ninjin y Akai, le gusta comer ramen de zanahoria
- Sensei (con la voz de Alfredo Rollo) es un conejo anciano que entrena a Ninjin, Akai y Flink para ser grandes ninjas, a pesar de no enseñarles voluntariamente.

### Tropa Shogun
- El General Jam (con la voz de Marco França) es un ciervo que comanda el ejército del Shogun Moe.

## Sinopsis
La serie cuenta la historia de un conejo llamado Ninjin, un zorro llamado Akai y una rana llamada Flink, salen en busca de zanahorias robadas de su aldea por el malvado topo Shogun Moe.
- Datos: Q84438792